# Eliozeta helluo
Eliozeta helluo är en tvåvingeart som först beskrevs av Fabricius 1805.  Eliozeta helluo ingår i släktet Eliozeta och familjen parasitflugor. Inga underarter finns listade i Catalogue of Life.